# Anette Veerpalu
Anette Veerpalu est une fondeuse estonienne, née le 24 juillet 1996 à Otepää.

## Biographie
Membre du Sportclub Sparta, Anette Veerpalu fait ses débuts dans des courses FIS en 2010, en championnat du monde junior en 2015 et la Coupe du monde en 2017 dans sa ville natale d'Otepää (54e).
En 2017 à Lahti, elle obtient sa première et unique sélection pour des championnats du monde, terminant 57e du dix kilomètres classique et 14e du relais. 
Au niveau national, elle remporte deux titres de championne d'Estonie en 2016 et 2018.
Qualifiée pour les Jeux olympiques d'hiver de 2018, elle doit renoncer à la compétition en raison d'une blessure. Plus motivée pour son sport, elle décide alors de prendre sa retraite sportive pour se concentrer sur ses études de physiothérapie à l'Université de Tartu.
Fille du fondeur à succès Andrus Veerpalu, elle est la sœur d'Andreas Veerpalu, aussi fondeur.

## Palmarès

### Championnats du monde
| Épreuve / Édition   | Sprint | Sprint                           | 10 km                            | 10 km     | Skiathlon 2 × 7,5 km | 30 km | Relais | Relais   |
| Épreuve / Édition   | libre  | classique                        | libre                            | classique | Skiathlon 2 × 7,5 km | 30 km | Sprint | 4 × 5 km |
| Mondiaux 2017 Lahti | -      | Épreuve inexistante à cette date | Épreuve inexistante à cette date | 57e       | -                    | -     | -      | 14e      |

Légende :
- : pas d'épreuve
- — : Non disputée par Veerpalu

### Championnats d'Estonie
- 1 titre en 2016 : dix kilomètres classique.
- 1 titre en 2018 : skiathlon.